# Mã số định danh chuẩn Amazon
Mã số định danh chuẩn Amazon (ASIN — Amazon Standard Identification Number) là một dải gồm 10 ký tự chữ cái và số định danh duy nhất được gán bởi Amazon.com và đối tác áp dụng với những sản phẩm trong nội bộ tổ chức Amazon.com.
ASIN được áp dụng tại nhiều phiên bản địa phương của Amazon, gồm các hệ thống mua sắm tại Vương quốc Liên hiệp Anh và Bắc Ireland, Pháp, Đức, Ý, Canada và Nhật Bản. Mặc dù ASIN từng là độc nhất trên toàn thế giới, sự mở rộng của thị trường toàn cầu đã khiến nó chỉ được áp dụng trong thị trường nội bộ của Amazon. Cùng một sản phẩm có thể có nhiều ASIN, và những hệ thống website ở những nước khác nhau của Amazon có thể dùng những ASIN khác nhau cho cùng một sản phẩm. Nhìn chung, ASIN có thể sẽ khác biệt nhau ở từng hệ thống của từng nước, trừ phi chúng được gán cho một lớp sản phẩm mà ASIN dựa trên một mã số tiêu chuẩn quốc tế có tính chất thương mại duy nhất, chẳng hạn như ISBN đối với sách.
Mỗi sản phẩm bán trên Amazon.com đều có một ASIN độc nhất. Đối với sách có 10 số ISBN thì ASIN và ISBN sẽ giống nhau. Ấn bản Kindle của sách sẽ không dùng ISBN như ASIN, mặc dù phiên bản e-book của nó có thể có ISBN riêng. Trong hầu hết trường hợp, người ta có thể chuyển đổi ASIN để có một mã EAN tương ứng.